# Juliomys rimofrons
Espèce
Statut de conservation UICN

 NT  : Quasi menacé
Juliomys rimofrons est une espèce de rongeurs de la famille des Cricetidae endémique du Brésil.

## Systématique
L'espèce Juliomys rimofrons a été décrite en 2002 par les zoologistes brésiliens João A. de Oliveira (d) et Cibele R. Bonvicino (d).

## Répartition et habitat
Cette espèce est endémique du Brésil. Elle est arboricole et vit dans les forêts de montagne.

## Publication originale
- (en) João A. de Oliveira et Cibele R. Bonvicino, « A new species of sigmodontine rodent from the Atlantic forest of eastern Brazil », Acta Theriologica, vol. 47, no 3,‎ septembre 2002, p. 307-322 (ISSN 0001-7051, 1509-4537 et 2190-3743, DOI 10.1007/BF03194149).